# Sky Tower B2
La Sky Tower B2 est un gratte-ciel de 212 mètres construit en 2013 à Wrocław en Pologne. 